# دلار سنگاپور
دلار سنگاپور (به انگلیسی: Singapore dollar) (به زبان بومی: 新加坡元) با کد ایزوی SGD، یکای پول رایج در کشور سنگاپور است. مسئولیت کنترل این یکای پول برعهدهٔ مرجع پولی سنگاپور قرار دارد.